# Shiokara

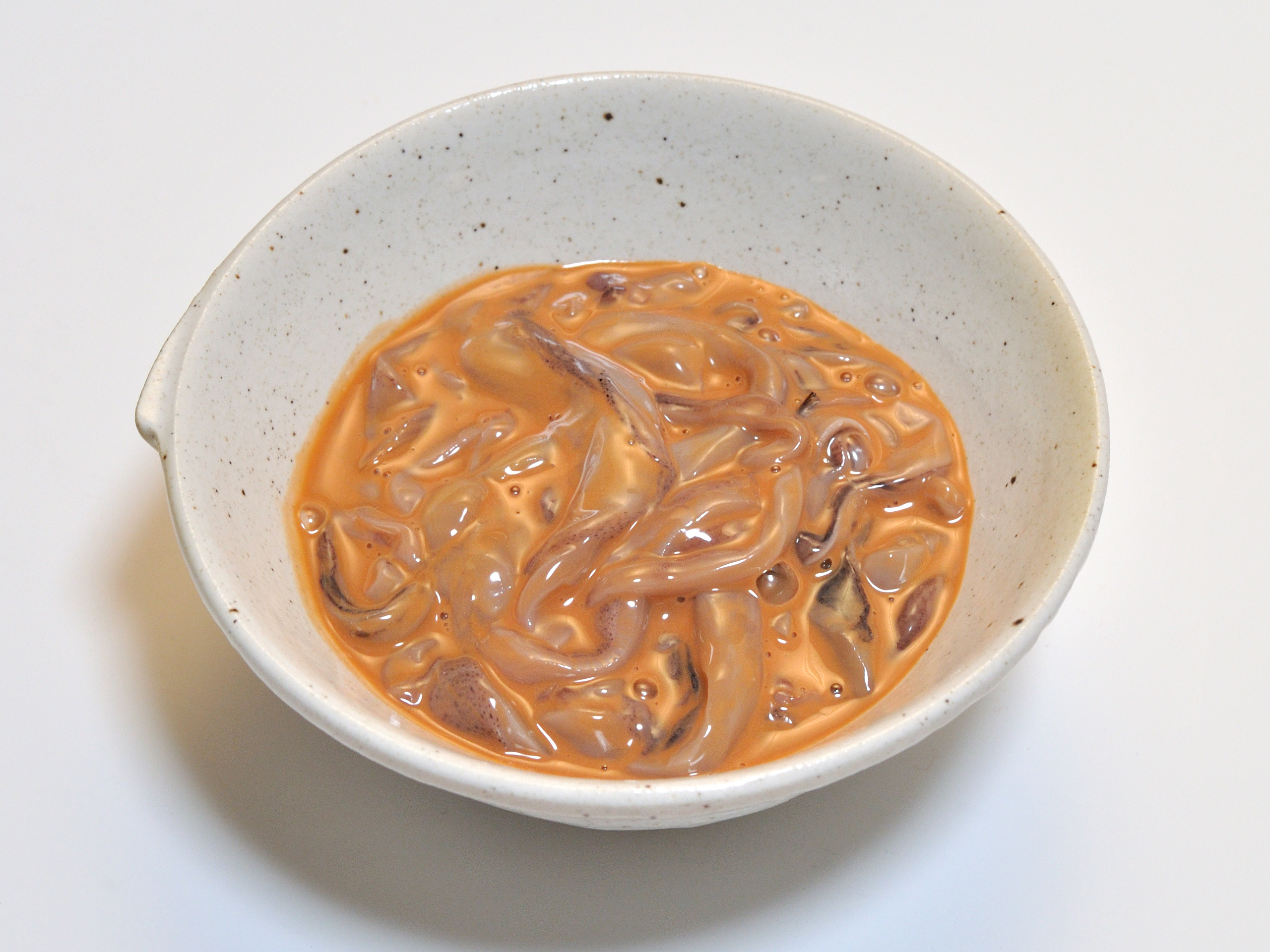
Ika-no shiokara (shiokara z wnętrzności kalmara

Shiokara (jap. 塩辛) – potrawa kuchni japońskiej przygotowana z marynowanych w soli wnętrzności ryb i mięczaków. Do najpopularniejszych należy shiokara z kalmara, zaś do najbardziej wyszukanych, zaliczanych do chinmi - konowata (trepanga, ślimaka morskiego).